# Platy (Fisch)

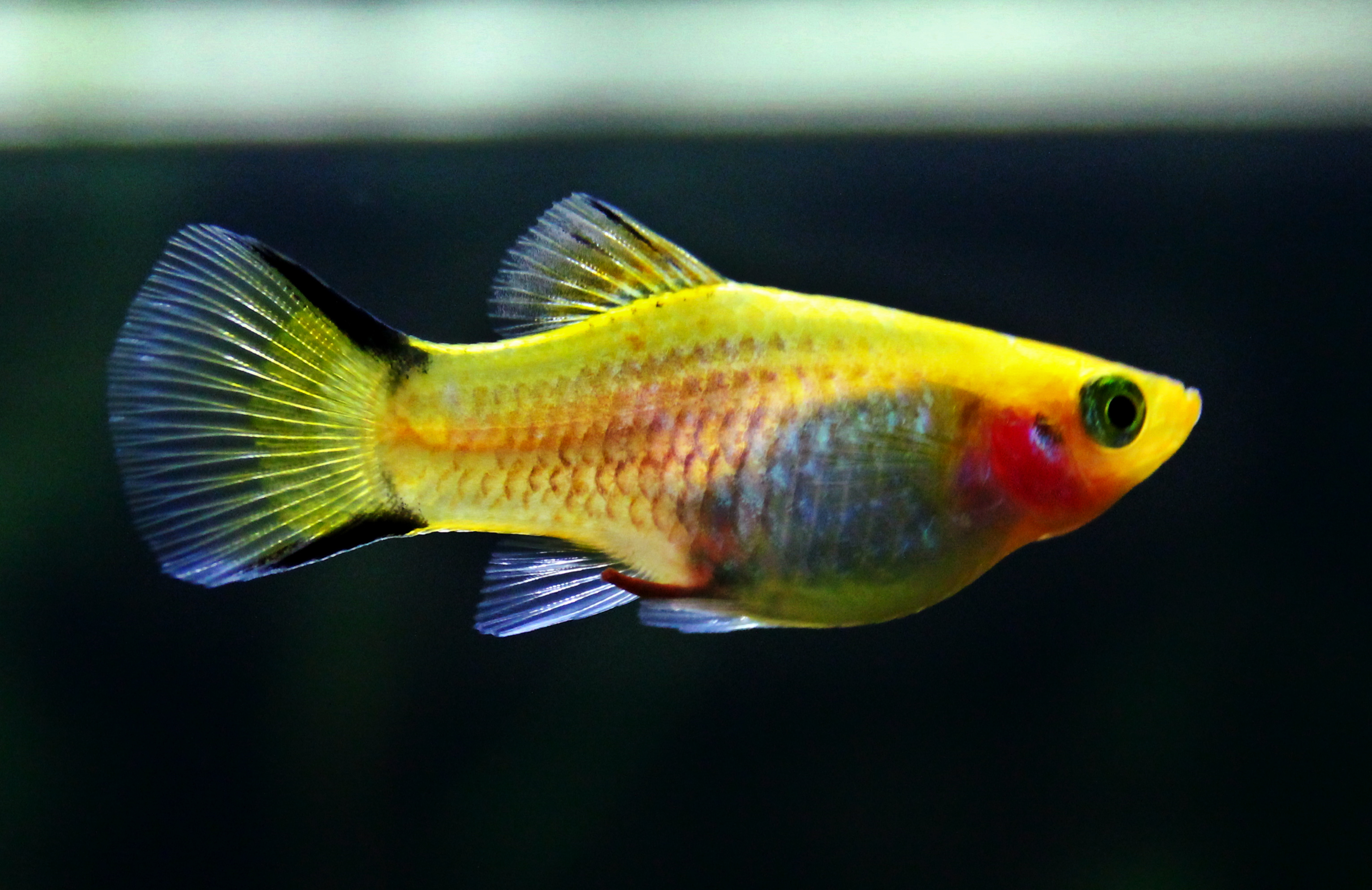
Zuchtform ♀

Der Platy oder auch Spiegelkärpfling (Xiphophorus maculatus, lateinisch maculatus „gefleckt“) ist ein aus Mittelamerika stammender Fisch aus der Familie der lebendgebärenden Zahnkarpfen. Er und seine zahlreichen Zuchtformen erfreuen sich als Aquarienfisch großer Beliebtheit. Sein deutscher Name ist eine Kurzform des veralteten Gattungsnamens Platypoecilius (wörtlich etwa „Breitkärpfling“).

## Vorkommen
Der Süßwasserfisch bewohnt die Gewässer Belizes, Guatemalas, des östlichen Mexiko und Honduras’. Als Hauptfundorte dieser Tierart gelten die Flusssysteme des Rio Papaloapan und des Rio Coatzacoalcos. Außerhalb seiner Heimat hat sich der Platy als invasive Spezies in Wildgewässern 18 anderer Länder etabliert. Dazu gehören unter anderem Madagaskar, Mauritius, Nigeria, Indien, Indonesien, Japan, Saudi-Arabien, Singapur, Sri Lanka, Bahamas, USA (meist in wärmeren Bundesstaaten wie Kalifornien, Colorado, Florida, Hawaii, Louisiana, Nevada und Texas), Australien, Brasilien und Kolumbien. Zu einer Bedrohung der heimischen Wasserfauna und -flora ist er in Australien geworden. Auf Hawaii hat er zu einem Rückgang der Kleinlibellen geführt und in anderen Ländern gilt er als Vektor für Pathogene. Einige Platy-Arten halten sich auch in Europa wie dem Warmbach in Villach in begrenzten Populationen.
X. maculatus bewohnt langsam fließende Hochlandsflüsse oder Fließgewässer in Küstennähe der Subtropen und Tropen und bevorzugt strukturierte Bereiche mit Wasserpflanzen oder Überwasserpflanzenvegetation. Bevorzugtes Habitat sind in Verbindung mit den großen Fließgewässern stehende flache und sumpfige Tümpel und Weiher mit einem pH-Wert von sieben bis acht und einer Temperatur zwischen 18 und 25 Grad Celsius.

## Merkmale
Der gedrungene Körper des Platys ist hochrückig und seitlich abgeflacht. Die Männchen erreichen eine Gesamtlänge von zwei bis vier Zentimetern und sind meist schlanker als ihre drei bis fünf Zentimeter langen weiblichen Artgenossen. Die Farbgebung ist sehr variabel, meist ist die Grundfärbung ein gelbliches Grau, das bei auftreffendem Licht blau oder grün schimmert. Männliche Tiere sind in der Regel intensiver gefärbt als die Weibchen. Bei einigen Populationen sind die Körperseiten schwarz. Viele Formen sind an Bauch und Kehle hellbeige und zeigen ein Muster schwarzer und brauner Sprenkel und Flecken oder auch senkrechter Streifen. Einige Populationen aus Belize sind orange oder rot. Meist ist am Ansatz der Schwanzflosse oben und unten je ein schwarzer oder brauner Fleck oder die Flosse ist vollständig schwarz.
Der Platy trägt 25 bis 27 Schuppen in einer mittleren Längsreihe.
Flossenformel: Dorsale 10, Pectorale 10–11, Ventrale 6

## Verhalten
Platys gelten nicht als Schwarmfische, sondern leben in lockeren sozialen Gruppen, die nicht uniform in eine Richtung schwimmen. Die Fische sind sehr aktiv und stark mit dem Balzverhalten beschäftigt. Sie nehmen meist das Mittelwasser oder oberflächennahe Bereiche ein und verschwinden bei Gefahr in Wasserpflanzen. Der Platy ist gesellig und sollte im Aquarium nicht allein gehalten werden. Günstig ist ein „Überhang“ von Weibchen. Um innerartliche Aggressionen im Zaum zu halten, sollten nicht nur zwei Männchen zusammen gepflegt werden, da das schwächere Tier schon bald die Rolle des „Prügelknaben“ einnehmen würde. Also entweder nur ein Männchen mit mehreren Weibchen, oder eine größere Gruppe beider Geschlechter. In der Aquaristik wird ein Geschlechterverhältnis von 1♂ : 3♀ empfohlen. Dadurch verteilt sich der Druck auf die Weibchen, denn gibt es einen Überhang an Männchen, so können die Weibchen durch das massive Balzverhalten stark gestresst werden. Es gibt wissenschaftliche Studien, die einen Überhang von Männchen für sinnvoller halten, da diese untereinander stark rivalisieren und dadurch weniger den Weibchen nachstellen können. Es stellte sich heraus, dass aggressive Interaktionen zwischen Weibchen genauso stark sind wie unter Männchen.
Im Sozialverhalten des Platy spielen Dominanz und Unterordnung eine große Rolle. Die Dominanzverhältnisse, die sich aus einer Gruppe herauskristallisieren und sich in Flucht- und Angriffsverhalten ausdrücken, bleiben relativ konstant. Dabei gab es Unterschiede zwischen Fischen, die sich innerhalb des Beckens sozialisiert haben oder von außen hinzukamen.
Der Platy ist ein Modellorganismus in der Krebsforschung. Das Genom von Xiphophorus maculatus ist entschlüsselt. Auch die Farbgebung und der Polymorphismus in Abhängigkeit vom Geschlecht sind wissenschaftlich untersucht.
Die Platys leben standorttreu und oberflächenorientiert und bevorzugen pflanzenreiche, stehende oder schwach fließende Gewässer. Sie halten sich häufig ufernah in dichten Pflanzenbeständen oder den umgebenden Wasserschichten auf.

## Ernährung
Der Platy ist ein Allesfresser. Neben Anflugnahrung und Algen frisst er auch lebende oder abgestorbene Pflanzenteile, aber auch Insekten, Garnelen und Kleinstlebewesen, wie Wasserflöhe, Artemia und Cyclops.

## Fortpflanzung
Platys sind sehr fruchtbar und haben unter günstigen Bedingungen eine hohe Vermehrungsrate. Die Geschlechtsreife ist ca. nach drei bis vier Monaten erreicht. Der Platy gehört zur Familie der Lebendgebärenden Zahnkarpfen, d. h. die Männchen begatten die Weibchen mit dem Gonopodium, einer Umbildung der Afterflosse. Das Sperma bleibt im Weibchen mehrere Wochen lang fruchtbar, sodass dieses mehrmals ohne weitere Begattung werfen kann. Allerdings wird „Frischsperma“ in den meisten Fällen bevorzugt. Der diploide Chromosomensatz beträgt 48-48/24. Die Spezies hybridisiert schnell.
Das Balzverhalten ist weniger stark ausgeprägt, vor der Befruchtung treibt das Männchen das Weibchen, schwimmt längere Zeit neben ihm her, bis das Männchen akzeptiert wird und das Weibchen sich begatten lässt.
Die Tragzeit dauert etwa 24 Tage. Eine Woche vor der Geburt ist ein dunkler Trächtigkeitsfleck am hinteren Bauchraum zu sehen. Bei hellen Tieren sollen in später Schwangerschaft auch die Augen der Jungtiere im Mutterleib sichtbar sein. Die Eier platzen im Moment der Geburt auf (Ovoviviparie). Pro Wurf können bis zu 80 relativ große Junge geboren werden, die kurz darauf freischwimmen und fressen, wohingegen die Larven vieler eierlegender Fische nach dem Schlupf erst einige Tage vor Ausbildung der Schwimmblase am Boden liegen und ihren Dottersack aufzehren.

## Aquaristik
Die großen Zuchtbetriebe für Platys befinden sich in Sri Lanka, Thailand und Israel. Dort werden sie mit unterschiedlichen Wasserchemiewerten (Ammoniak und Nitritgehalte von 0, sowie eine Wasserhärte von 12 – 18 dGH, mittel bis hartes Wasser) produziert. Diese Ausgangswasserwerte sollten möglichst eingehalten werden.
Die Ersteinführung nach Deutschland fand 1907 von den Vereinigten Zierfischzüchtereien Berlin-Conradshöhe durch Bertha Kuhnt statt. Bereits die Wildform des Platys ist in ihrer Farbgebung außerordentlich variabel. Durch die züchterische Nutzung erbfester Variationen und Kreuzungen mit dem Schwertträger (Xiphophorus hellerii) und dem Papageienkärpfling (Xiphophorus variatus) wurde eine Reihe von Zuchtformen erzeugt, die sich in Färbung und Flossengestalt von der Stammform optisch unterscheiden.
Platys kommen in zahlreichen züchterischen Farbvariationen wie Wagtail, Mickey Mouse, Salt-and-Pepper, Tuxedo, Belize Purpur, Bleeding-Heart, Moon, Blue Mirror, Rainbow, Hifin, Pintail,  Comet oder Twin Bar vor.
Die minimale Beckengröße sollte 40 Liter (10 Gallonen) nicht unterschreiten. Der Platy hat eine Lebenserwartung von etwa drei bis fünf Jahren. Für die Gesunderhaltung der Fische wird ein wöchentlicher Teilwasserwechsel von 25 % angeraten. Die friedfertigen Fische lassen sich auch mit anderen Spezies wie (Panzerwelsen) Corydoras, Tetra-Neonsalmler, Echten Salmlern, Gouramis Osphronemidae, kleinen und friedfertigen Barbenarten, sowie Schnecken und Süßwassergarnelen problemlos vergesellschaften. Eine gemeinschaftliche Haltung zusammen mit stark territorialen oder aggressiven Arten wie Buntbarschen (Cichlidae), Arowanas, Pracht- und Sumatrabarben (Puntigrus tetrazona), Kampffischen (Gattung Betta), Hydrolycus scomberoides und Raubsalmlern Erythrinus erythrinus sollte nach Möglichkeit vermieden werden.
Platys sind relativ robuste Fische und daher wenig anfällig für Fischkrankheiten. Eine gewisse Bedeutung spielen bei Haltungsfehlern die Pünktchenkrankheit (Ichthyophthirius multifiliis) und die Flossenfäule.
Als Wasserpflanzen im Aquarium eignen sich besonders Wasserhornfarne (Ceratopteris ssp.) oder Hornkraut (Ceratophyllum ssp.), in denen Jungfische ideale Deckungsmöglichkeiten finden. Eine ähnliche Funktion kann das dichte Wurzelwerk des Südamerikanischen Froschbiss (Limnobium ssp.) bieten.